# Honda VFR-1200F
Honda VFR-1200F je sportovně cestovní model motocyklu, vyvinutý firmou Honda.
Vyráběl se od roku 2010. Honda VFR-1200F má kapalinou chlazený čtyřválcový motor s válci do V (76°), nikoli řadový motor. Samotné označení VFR vychází z uspořádání válců do V, neboť VFR je zkratka z "V FOUR RACING", kde "V FOUR" znamená čtyřválec do V. Jak je u značky Honda běžné, nemá motocykl v základu hlavní stojan, ale pouze "policajta", tedy stojan vedlejší, který je vybaven pojistkou proti rozjezdu s vysunutým stojánkem, kdy při zařazení rychlostního stupně přeruší zapalování motoru, který se vypne.

## Technické parametry
- Rám: hliníkový litý
- Suchá hmotnost: 267 kg
- Pohotovostní hmotnost:
- Maximální rychlost:
- Spotřeba paliva: